# Hydriomena vernata
Hydriomena vernata là một loài bướm đêm trong họ Geometridae.